# Pseudogynoxys haenkei
Pseudogynoxys haenkei là một loài thực vật có hoa trong họ Cúc. Loài này được (DC.) Cabrera miêu tả khoa học đầu tiên năm 1950.